# Девять лириков
Де́вять ли́риков (лат. novem lyrici) — канон лирических («мелических») поэтов Древней Греции, оценённый филологами эллинистической Александрии как достойный критического изучения. В канон вошли:
- Алкма́н (2-я половина VII века до н. э.), хоровая лирика
- Сапфо́ (630/612 — 572/570 годы до н. э.), сольная лирика
- Алке́й (620/626 — после 580 года до н. э.), сольная лирика
- Стеси́хор (2-я половина VII века до н. э. — около 556 года до н. э.), хоровая лирика
- Анакрео́нт (около 570 — 487 год до н. э.), сольная лирика
- И́вик (VI век до н. э.), хоровая лирика
- Симони́д (556 — 468 год до н. э.), хоровая лирика
- Пи́ндар (522/518 — 448/438 годы до н. э.), хоровая лирика
- Вакхили́д (около 518 — около 450 года до н. э.), хоровая лирика

Поэзию Девяти лириков филологи-классики по традиции делят на лирику «хоровую» и «монодическую», причём под «монодией» они подразумевают просто сольное исполнение; с музыкальной точки зрения, и хоровая и сольная песня исполнялись монодически (хор пел одну и ту же мелодию в унисон), полифонии античность не знала. Стихи, предназначенные для хорового или сольного исполнения, распевались под аккомпанемент лиры; отсюда «лирика» (музыка не сохранилась). Деление на хоровую и сольную лирику некоторыми современными исследователями оспаривается.

## Древние о Девяти лириках
Все девять лириков упоминаются в анонимной эпиграмме из «Палатинской антологии» (IX, 184), позднеантичного происхождения:

Πίνδαρε, Μουσάων ἱερὸν στόμα, καὶ λάλε Σειρὴν 

Βακχυλίδη Σαπφοῦς τ' Αἰολίδες χάριτες 

γράμμα τ' Ἀνακρείοντος, Ὁμηρικὸν ὅς τ' ἀπὸ ῥεῦμα 

ἔσπασας οἰκείοις, Στησίχορ', ἐν καμάτοις, 

ἥ τε Σιμωνίδεω γλυκερὴ σελὶς ἡδύ τε Πειθοῦς 

Ἴβυκε καὶ παίδων ἄνθος ἀμησάμενε 

καὶ ξίφος Ἀλκαίοιο, τὸ πολλάκις αἷμα τυράννων 

ἔσπεισεν πάτρης θέσμια ῥυόμενον, 

θηλυμελεῖς τ' Ἀλκμᾶνος ἀηδόνες, ἵλατε, πάσης 

ἀρχὴν οἳ λυρικῆς καὶ πέρας ἐστάσατε.
Муз провозвестник священный, Пиндар; Вакхилид, как сирена,

Пеньем пленявший; Сапфо, цвет эолийских харит;

Анакреонтовы песни; и ты, из Гомерова русла

Для вдохновений своих бравший струи Стесихор;

Прелесть стихов Симонида; пожатая Ивиком жатва

Юности первых цветов, сладостных песен любви;

Меч беспощадный Алкея, что кровью тираннов нередко

Был обагряем, права края родного храня;

Женственно-нежные песни Алкмана, — хвала вам! Собою

Лирику начали вы и положили ей грань.